# Алвинополис
Алвинополис (порт. Alvinópolis) — муниципалитет в Бразилии, входит в штат Минас-Жерайс. Составная часть мезорегиона Агломерация Белу-Оризонти. Входит в экономико-статистический микрорегион Итабира. Население составляет 15 783 человека на 2006 год. Занимает площадь 599,343 км². Плотность населения — 26,3 чел./км².
Праздник города — 5 февраля.

## История
Город основан 24 июня 1892 года.

## Статистика
- Валовой внутренний продукт на 2003 год составляет 67 951 556,00 реалов (данные: Бразильский институт географии и статистики).
- Валовой внутренний продукт на душу населения на 2003 год составляет 4329,78 реалов (данные: Бразильский институт географии и статистики).
- Индекс развития человеческого потенциала на 2000 год составляет 0,727 (данные: Программа развития ООН).

## География
Климат местности: горный тропический.